# سیارک ۱۲۰۸۷
سیارک ۱۲۰۸۷ (به انگلیسی: 12087 Tiffanylin، نامگذاری:1998HB30) دوازده هزار و هشتاد و هفتمین سیارک کشف شده‌است که در ۲۰ آوریل ۱۹۹۸ کشف شد.
قدر مطلق سیارک برابر ۱۱.۷ است.